# Orechové
Orechové (starší názvy Orechow, Orechó, Orechowe, Orecho, Orehó, Diósfalu) je část města Trenčín. 

## Historie
První písemná zmínka o Orechovém je z roku 1439. V roce 1921 zde žilo 543 obyvatel, z toho 520 Čechoslováků, 5 Němců, 7 Maďarů a 6 Židů. V roce 1960 byla tehdejší samostatná obec Orechové sloučena s obcí Istebník do obce Závažie. Od roku 1972 je Orechové připojeno k městu Trenčín.